# Faizon Love
Langston Faizon Santisima (n. 4 iunie 1968, Santiago de Cuba, Cuba), cunoscut profesional sub numele de Faizon Love, este un actor și umorist american cu origini cubaneze.

## Filmografie

### Filme de cinema
| An   | Titlu                                 | Rol                     | Note        |
| ---- | ------------------------------------- | ----------------------- | ----------- |
| 1992 | Bebe's Kids                           | Robin Harris (voce)     |             |
| 1993 | The Meteor Man                        | Husband                 |             |
| 1994 | Fear of a Black Hat                   | Jam Boy                 |             |
| 1995 | Friday                                | Big Worm                |             |
| 1996 | Don't Be a Menace                     | Rufus                   |             |
| 1996 | A Thin Line Between Love and Hate     | Manny                   |             |
| 1997 | B*A*P*S                               | Tiger J                 |             |
| 1997 | Money Talks                           | Cellmate                |             |
| 1998 | The Players Club                      | ofițer Peters           |             |
| 2000 | 3 Strikes                             | Tone                    |             |
| 2000 | The Replacements                      | Jahmal Abdul Jackson    |             |
| 2001 | Inhumanity                            | -                       | Video       |
| 2001 | Made                                  | Horrace                 |             |
| 2001 | Mr Bones                              | Fats Pudbedder          |             |
| 2002 | Play'd: A Hip Hop Story               | Domino Breed            | Film TV     |
| 2002 | Blue Crush                            | Leslie                  |             |
| 2003 | Wonderland                            | Greg Diles              |             |
| 2003 | The Fighting Temptations              | Luther Washington       |             |
| 2003 | Elf                                   | Wanda                   |             |
| 2003 | Ride or Die                           | David Rabinawitz        | Video       |
| 2004 | Torque                                | Sonny                   |             |
| 2005 | The Luau                              | Hustle                  |             |
| 2005 | Animal                                | Double T                | Video       |
| 2006 | Just My Luck                          | Damon Phillips          |             |
| 2006 | All You've Got                        | Coach Harlan            | Film TV     |
| 2006 | Idlewild                              | Sunshine Ace            |             |
| 2007 | Who's Your Caddy?                     | Big Large               |             |
| 2007 | The Perfect Holiday                   | Jamal                   |             |
| 2008 | Of Boys and Men                       | Roman                   |             |
| 2008 | Days of Wrath                         | Cash Flow               |             |
| 2009 | A Day in the Life                     | "Black" Ike Smith       |             |
| 2009 | Steppin: The Movie                    | -                       |             |
| 2009 | Couples Retreat                       | Shane                   |             |
| 2010 | Life as We Know It                    | Cab Driver              |             |
| 2011 | Big Mommas: Like Father, Like Son     | Kurtis Kool             |             |
| 2011 | King of the Underground               | Faizon                  |             |
| 2011 | Zookeeper                             | Bruce the Bear (voice)  |             |
| 2011 | The Cookout 2                         | David Turner            | Film TV     |
| 2011 | Budz House                            | Big Shitty              |             |
| 2012 | The Wire: The Musical                 | Russell 'Stringer' Bell | Scurtmetraj |
| 2012 | The Paperboy                          | umorist                 |             |
| 2013 | White T                               | Anthony                 |             |
| 2014 | Matthew 18                            | Lifton Tyler            |             |
| 2014 | Tell                                  | Dwight Johnson          |             |
| 2015 | November Rule                         | Theo                    |             |
| 2015 | Brotherly Love                        | Uncle Ron               |             |
| 2016 | She's Got a Plan                      | Dr. Funkman             |             |
| 2017 | Grow House                            | Rollin Reg              |             |
| 2017 | Ripped                                | Reeves                  |             |
| 2018 | Bad Paramedics                        | Craig                   | Scurtmetraj |
| 2020 | Bulletproof 2                         | Jack Carter             |             |
| 2020 | She Ball                              | Big Meat Tuna           |             |
| 2020 | The War with Grandpa                  | David                   |             |
| 2021 | Fuck Child Support the Animated Movie | Mr. Mack                | Scurtmetraj |
| 2022 | Block Party                           | Gus                     |             |
| 2022 | Santa Games                           | Santa Charles           |             |
| 2023 | The Sandlerverse 2                    | Bruce The Bear          | Scurtmetraj |
| 2023 | Prince of Detroit                     | Teddy Hall              |             |
| 2023 | Back on the Strip                     | Desmond 'Da Body' Day   |             |
| 2023 | The Last Stop in Yuma County          | Vernon                  |             |

### Televiziune
| An      | Titlu                             | Rol                           | Note                                                           |
| ------- | --------------------------------- | ----------------------------- | -------------------------------------------------------------- |
| 1992    | An Evening at the Improv          | În rolul său                  | Episodul: "Episode #10.14"                                     |
| 1993    | Def Comedy Jam                    | În rolul său                  | Episodul: "Episode #3.5"                                       |
| 1995    | What a Cartoon!                   | Sledgehammer O' Possum (voce) | Episodul: "Sledgehammer O'Possum: Out and About"               |
| 1995-98 | The Parent 'Hood                  | Wendell Wilcox                | Rol secundar: sez. 1, Rol principal: sezoanele 2–4             |
| 1996    | The Wayans Bros.                  | Nigel Lovejoy                 | Episodul: "Mama, I Wanna Act"                                  |
| 2002-05 | Dinner for Five                   | În rolul său                  | Rol secundar                                                   |
| 2004    | The Big House                     | Warren Cleveland              | Rol principal                                                  |
| 2004    | That's So Raven                   | Cyrus                         | Episodul: "Radio Heads"                                        |
| 2007    | It's Always Sunny in Philadelphia | Coach                         | Episodul: "The Gang Gets Invincible"                           |
| 2008    | Black Poker Stars Invitational    | În rolul său                  | Rol principal                                                  |
| 2009    | My Name Is Earl                   | Reverendul Greene             | Episodul: "Gospel"                                             |
| 2013    | Big Morning Buzz Live             | În rolul său/Panelist         | Episodul: "Maggie Q/Joan & Melissa Rivers/Cast of '21 & Over'" |
| 2013    | Mr. Box Office                    | Big Whane                     | Episodul: "There Goes the Neighborhood"                        |
| 2013-16 | Real Husbands of Hollywood        | În rolul său                  | Rol secundar: Sezoanele 1 & 4-5, Invitat: Sezonul 2            |
| 2015-17 | Black-ish                         | Sha                           | Invitat: Sezoanele 2-3                                         |
| 2017    | Wild 'N Out                       | În rolul său/Team Captain     | Episodul: "Faizon Love/2 Milly"                                |
| 2017    | Hip Hop Squares                   | În rolul său/Panelist         | Recurring Guest                                                |
| 2017    | The New Edition Story             | Maurice Starr                 | Episodul: "Part 1"                                             |
| 2018    | Detroiters                        | Farmer Zack                   | Episodul: "Farmer Zack"                                        |
| 2018-22 | Step Up: High Water               | Al Baker                      | Rol principal                                                  |
| 2023    | The Upshaws                       | Terry                         | Episodul: "Thera Please"                                       |

### Videoclipuri
| An   | Cântec                     | Artist                           | Rol       |
| ---- | -------------------------- | -------------------------------- | --------- |
| 1995 | "Keep Their Heads Ringin'" | Dr. Dre                          | Thief     |
| 2003 | "Gossip Folks"             | Missy Elliott featuring Ludacris | Teacher   |
| 2004 | "Roses"                    | Outkast                          | Rolul său |
| 2005 | "We Belong Together"       | Mariah Carey                     | Minister  |
| 2012 | "Ring Finger"              | Lil Playy                        | Father    |
| 2016 | "Drum Machine"             | Big Grams featuring Skrillex     | Bike Cop  |

### Jocuri video
| An   | Titlu                                                  | Rol                  | Note                                                  |
| ---- | ------------------------------------------------------ | -------------------- | ----------------------------------------------------- |
| 2004 | Grand Theft Auto: San Andreas                          | Sean "Sweet" Johnson | Rol de voce                                           |
| 2021 | Grand Theft Auto: The Trilogy – The Definitive Edition | Sean "Sweet" Johnson | Arhive Remaster doar al Grand Theft Auto: San Andreas |

### Documentare
| An   | Titlu                                         |
| ---- | --------------------------------------------- |
| 2009 | Why We Laugh: Black Comedians on Black Comedy |